# Ste-Croix (Bray-sur-Seine)

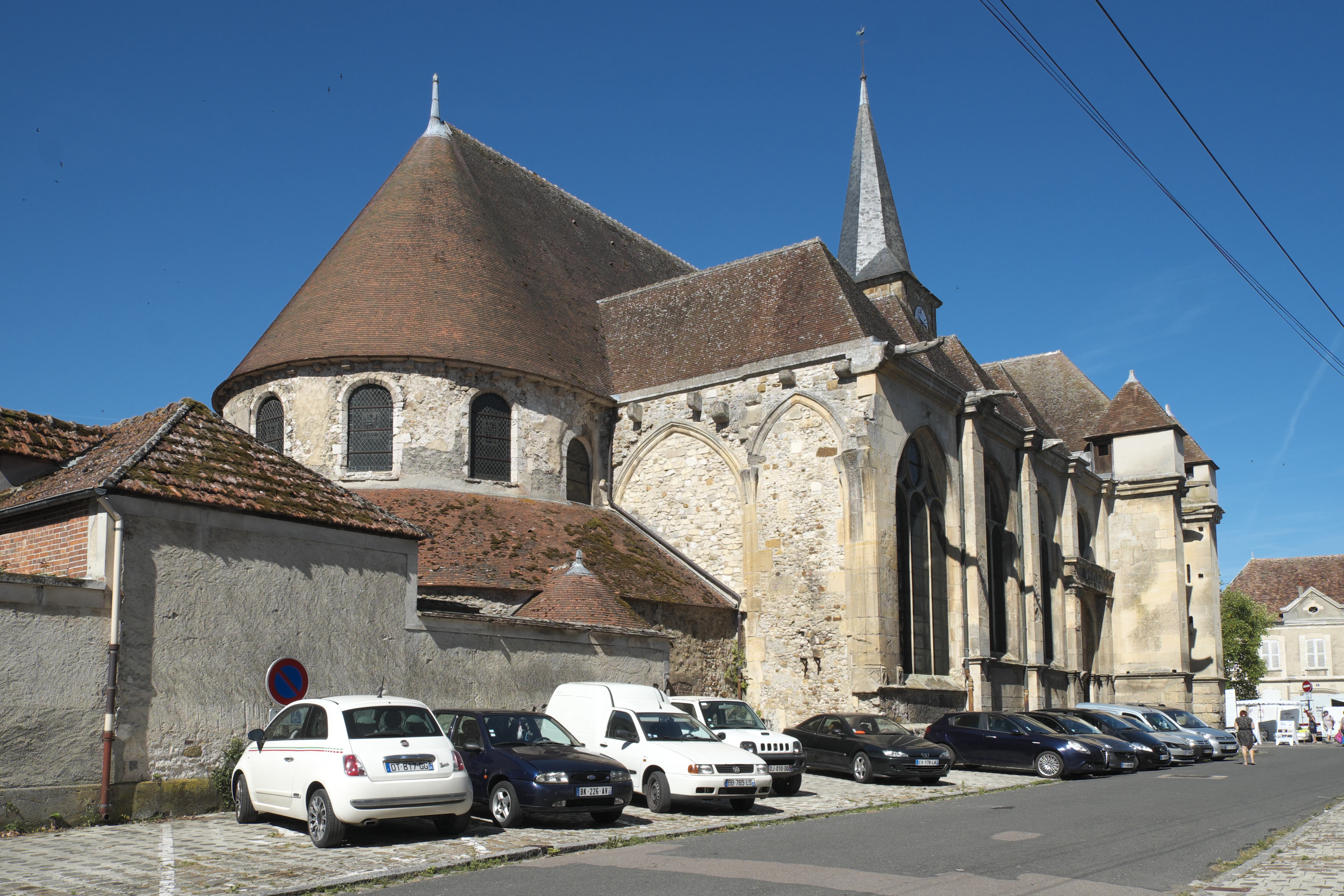
Pfarrkirche Sainte-Croix

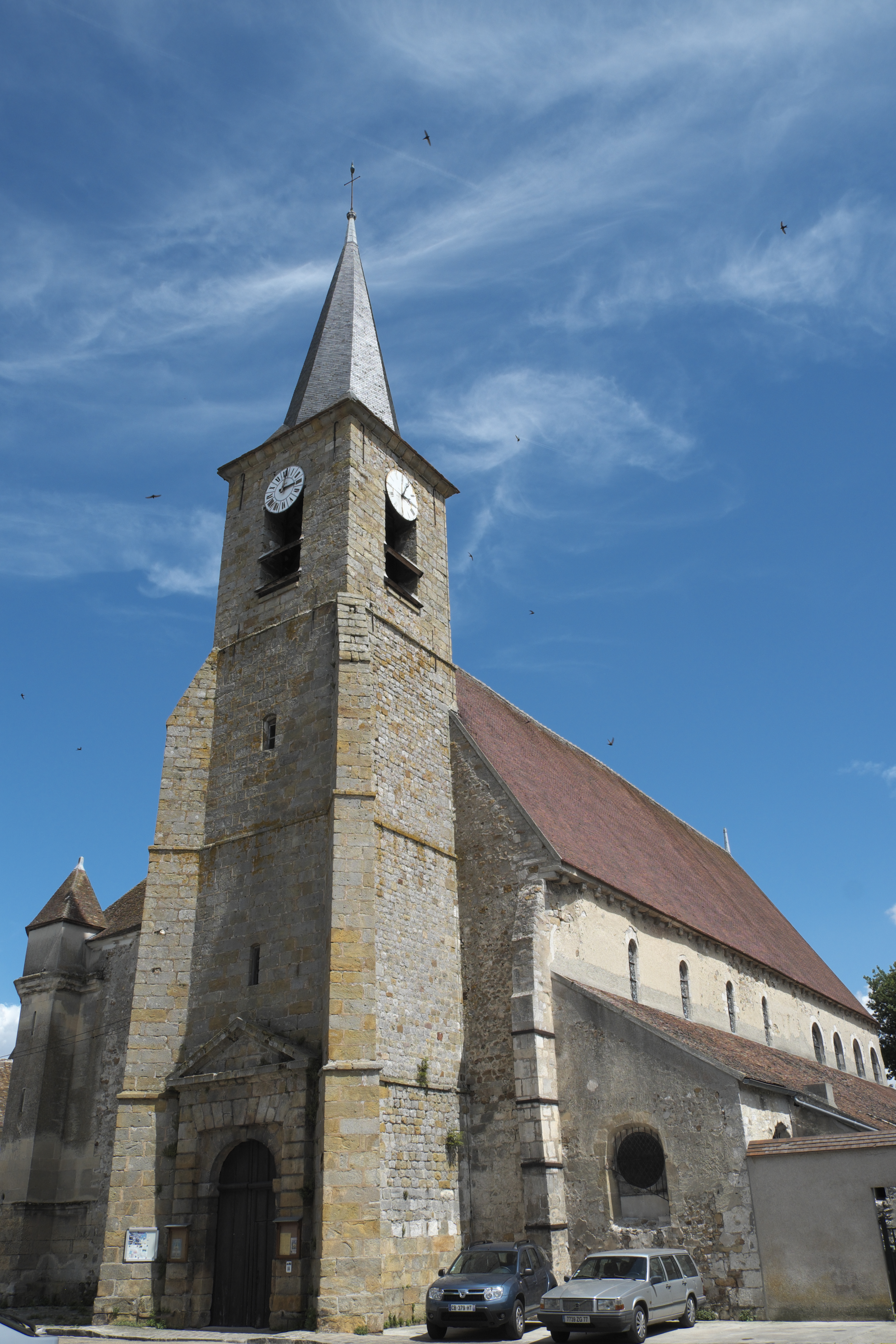
Glockenturm

Die katholische Pfarrkirche Sainte-Croix (Heilig-Kreuz) und ehemalige Kollegiatkirche Notre-Dame (Unsere Liebe Frau) in Bray-sur-Seine, einer Gemeinde im Département Seine-et-Marne in der französischen Region Île-de-France, geht auf einen Kirchenbau aus der zweiten Hälfte des 10. Jahrhunderts zurück. Im 12. Jahrhundert wurde die Kirche im Stil der Romanik teilweise neu aufgebaut. Seit 1945 steht die Kirche, in der wertvolle Ausstattungsstücke erhalten sind, als Monument historique auf der Liste der Baudenkmäler in Frankreich.

## Geschichte
Die erste Kirche von Bray, die zur Diözese von Sens gehörte, fiel 978 einem Brand zum Opfer. An ihrer Stelle wurde in der zweiten Hälfte des 10. Jahrhunderts eine neue Kirche errichtet, die um 1165 teilweise wiederaufgebaut und 1169 von Wilhelm von Blois (1135–1202), dem Erzbischof von Sens, geweiht wurde. 1174 richtete der Graf der Champagne Heinrich der Freigiebige in Bray ein Kanonikerstift ein und die Kirche wurde unter dem Patrozinium Notre-Dame Kollegiatkirche. Nach der Auflösung des Stiftes während der Französischen Revolution von 1789 wurde sie Pfarrkirche und erhielt als zweites Patrozinium das des Heiligen Kreuzes.

## Architektur

### Außenbau
Der mit einem Spitzhelm gedeckte Glockenturm an der Westfassade wird von massiven Strebepfeilern gestützt. Im Erdgeschoss öffnet sich ein Rundbogenportal, das von einem Dreiecksgiebel bekrönt wird. Das Glockengeschoss wird auf allen vier Seiten von rundbogigen Klangarkaden, an die eine Uhr angebracht ist, durchbrochen. An der linken Seite des Turms ist ein schmaler Treppenturm angefügt. An der Nordseite der Kirche sind Kapellen im Stil der Renaissance angebaut, in die große, dreibahnige Fenster und ein von Pilastern gerahmtes Portal eingeschnitten sind.

### Innenraum
Das Langhaus ist dreischiffig. Das zweigeschossige Hauptschiff wird von einer gebrochenen, hölzernen Tonne überwölbt, die ins 15. Jahrhundert datiert wird. Über den Mittelschiffarkaden öffnen sich rundbogige Obergadenfenster, die sich auch im Chor fortsetzen. Die Rundbögen der Arkaden ruhen auf massiven Säulen, die wie der halbrund geschlossene Chor, der Chorumgang und die beiden Radialkapellen noch aus dem 12. Jahrhundert stammen und zu den ältesten Teilen der Kirche gehören. Die Scheitelkapelle wurde Ende des 18. Jahrhunderts neu errichtet. Das nördliche Seitenschiff mit seinen Seitenkapellen im Stil der Renaissance stammt aus dem 16. Jahrhundert.

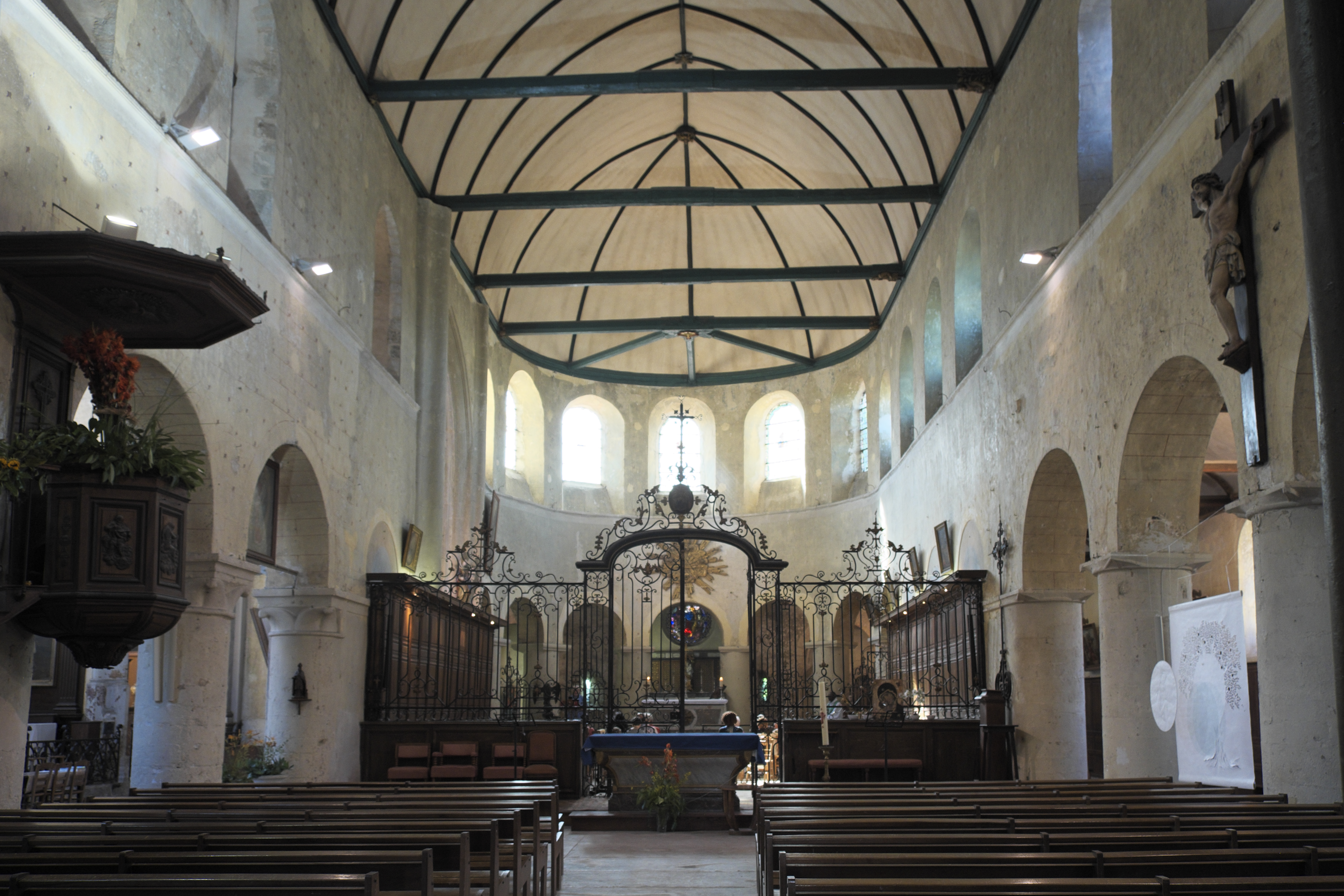
Innenraum mit Blick zum Chor
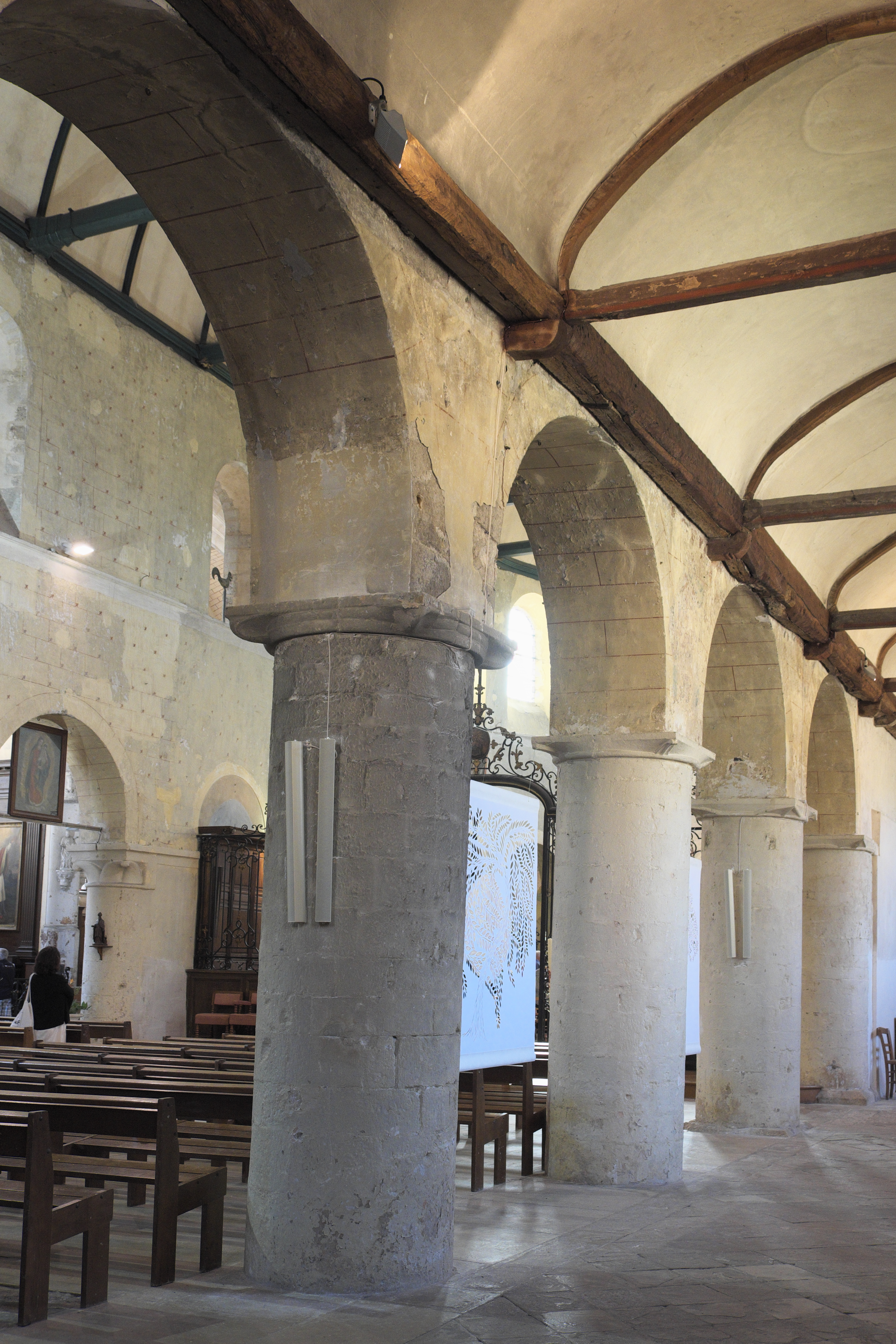
Mittelschiffarkaden
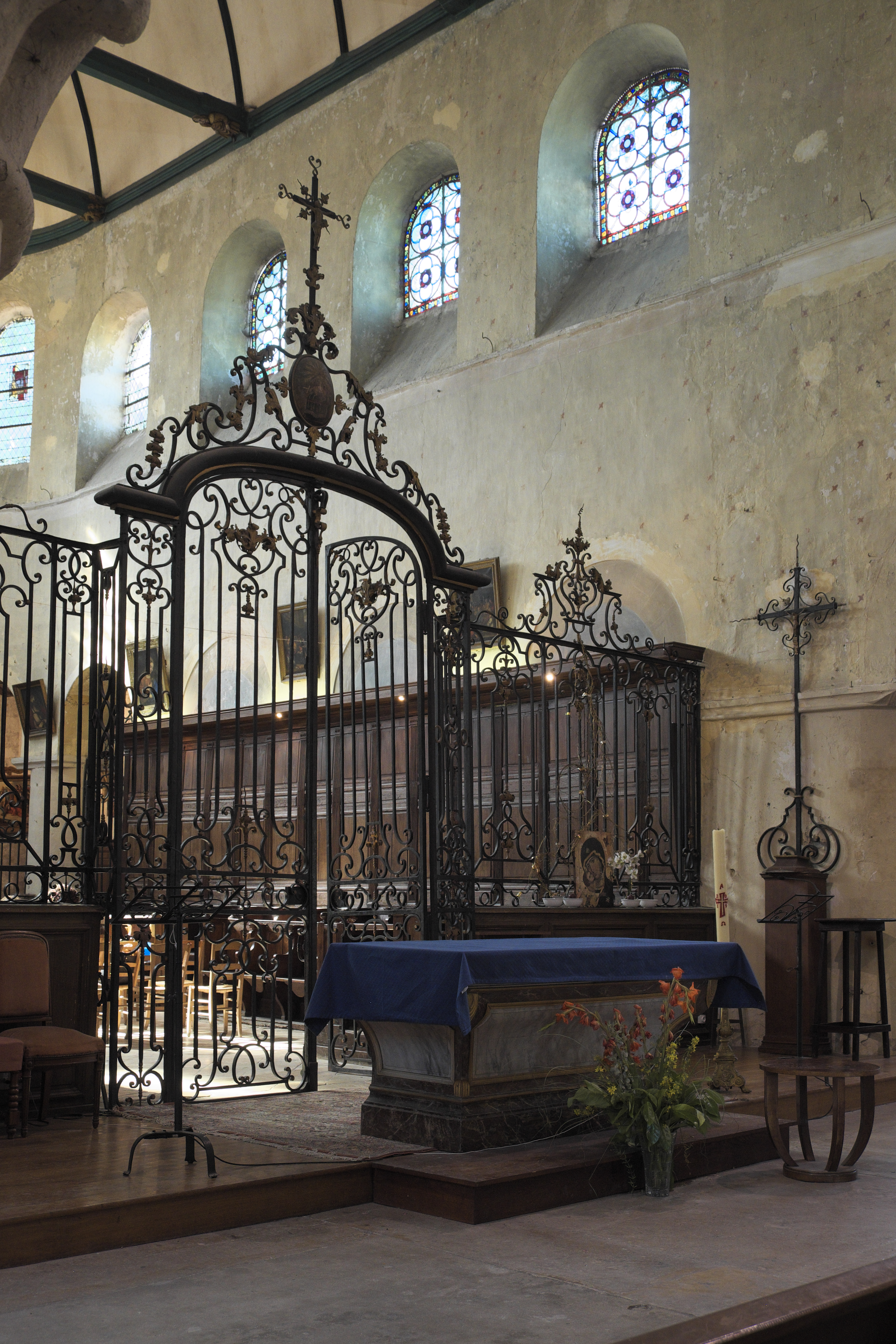
Chorgitter

## Ausstattung
- Das steinerne Taufbecken ist mit der Jahreszahl 1570 bezeichnet. Die ovale Schale ist godroniert und weist eine  Reliefdarstellung der Taufe Christi im Jordan auf. Am oberen Beckenrand ist die lateinische Inschrift eingemeißelt: „NISI QUIS RENATUS FUERIT EX AQUA ET SPIRITU“ (Wer nicht aus Wasser und Geist wiedergeboren wird). Auf der Rückseite sieht man das Wappen von Jakob von Savoyen-Nemours, dessen Familie im 16. und 17. Jahrhundert die Grundherrschaft in Bray innehatte.[2]

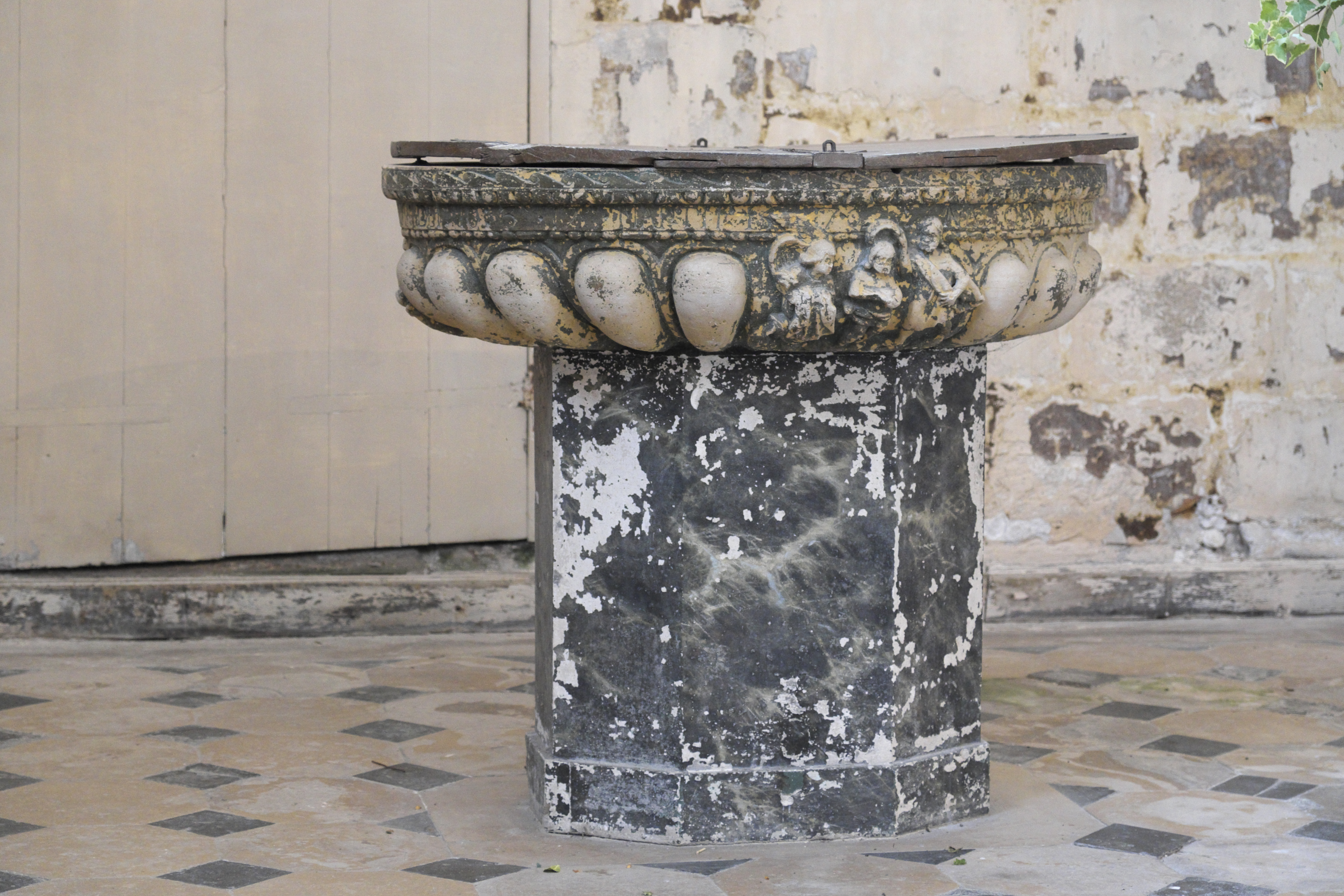
Taufbecken
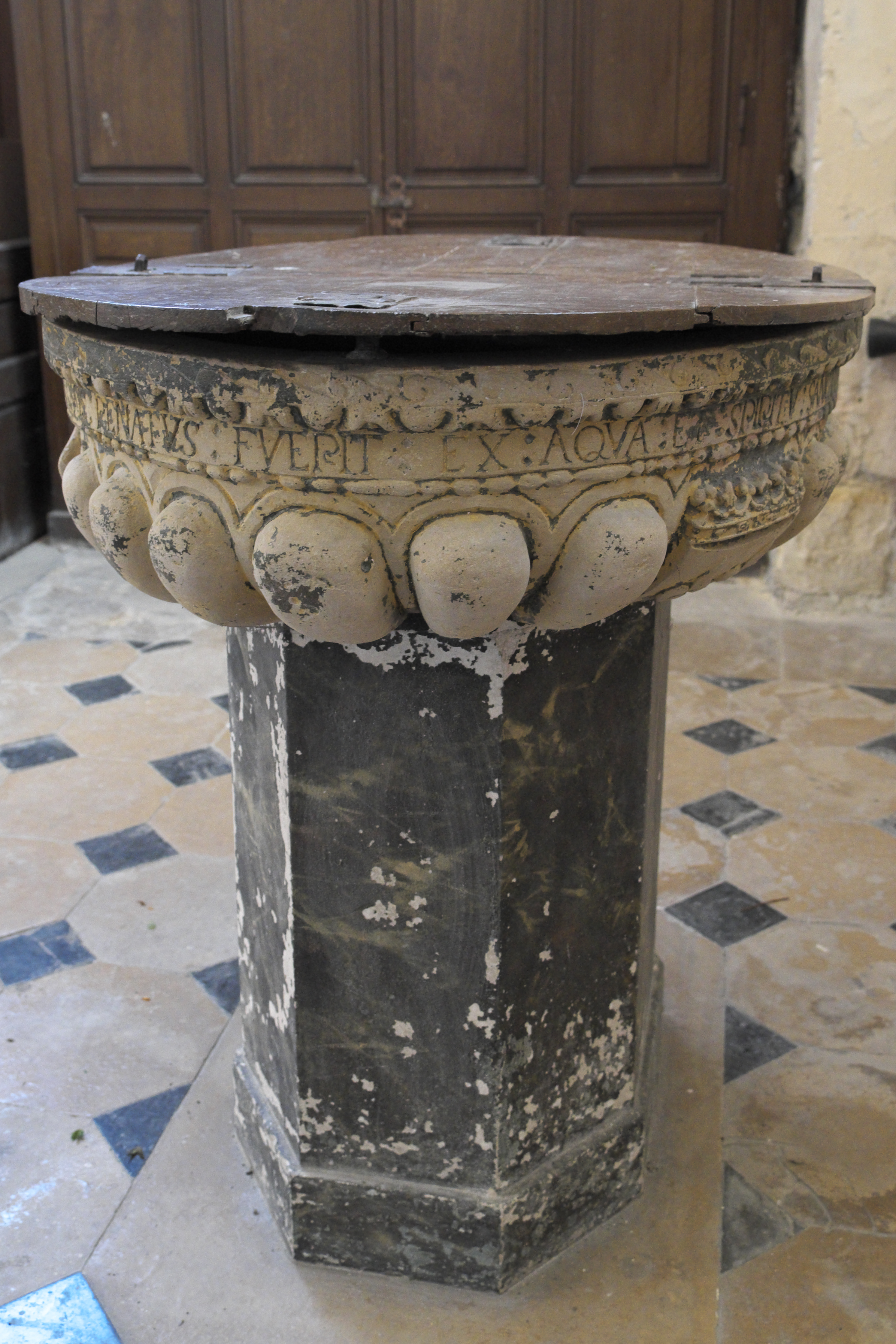
Inschrift am Beckenrand
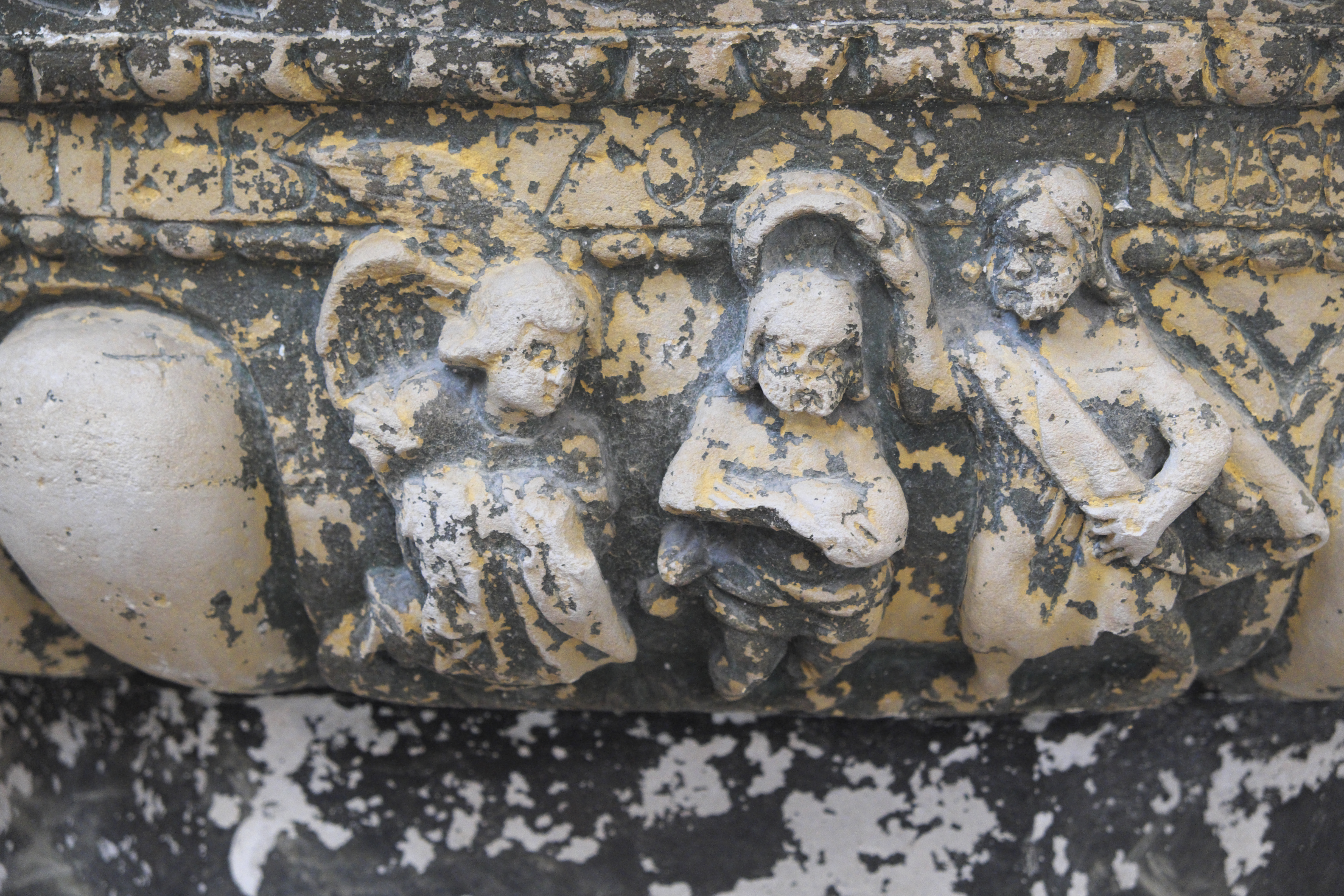
Taufe Jesu

- Die holzgeschnitzte Skulpturengruppe der Unterweisung Mariens[3] wird wie die Schnitzfigur des Apostels Paulus[4] ins 16. Jahrhundert datiert.
- Im Chorumgang hängt eine nicht mehr vollständig erhaltene Kreuzigungsgruppe.
- In der Kirche sind zahlreiche weitere Figuren erhalten wie eine Pietà, eine thronende Madonna mit Kind, ein von Pfeilen durchbohrter heiliger Sebastian, der heilige Nikolaus mit den drei Scholaren im Salzfass, der heilige Antonius mit einem Schwein und dem Antoniusfeuer zu seinen Füßen, die heilige Maria Magdalena mit ihrem Salbgefäß, der heilige Rochus von Montpellier, der einem Engel seine Wunden zeigt, und der Apostel Petrus mit dem Schlüssel in der Hand.
- In zwei Fensteröffnungen des Langhauses sind Prozessionsstangen untergebracht. Auf einer Stange aus dem 17. Jahrhundert ist ein Schiff mit dem heiligen Nikolaus[5] dargestellt, auf der anderen der heilige Eligius, der Schutzpatron der Schmiede und Goldschmiede.
- Das schmiedeeiserne Chorgitter stammt aus dem 18. Jahrhundert.[6]

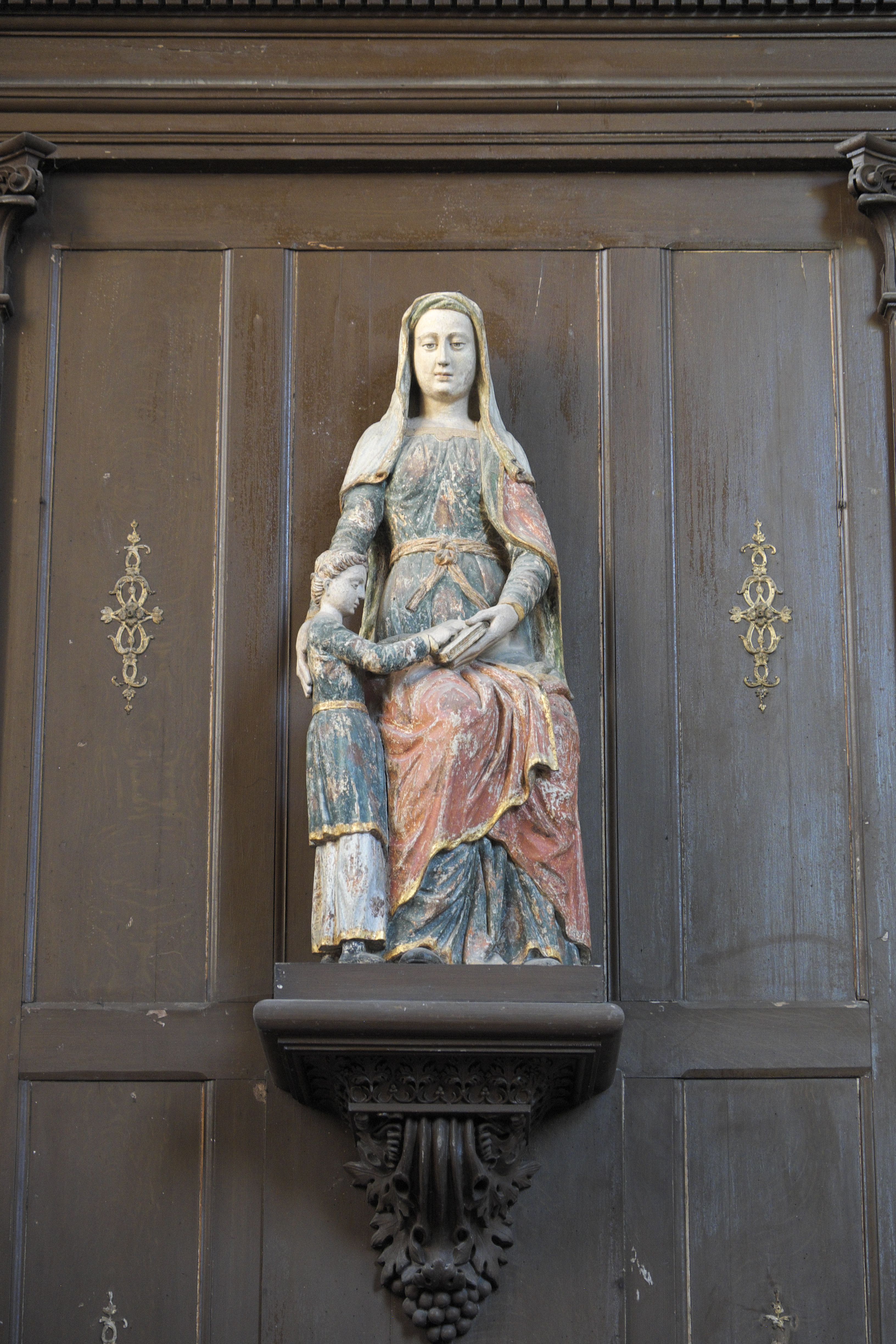
Unterweisung Mariens
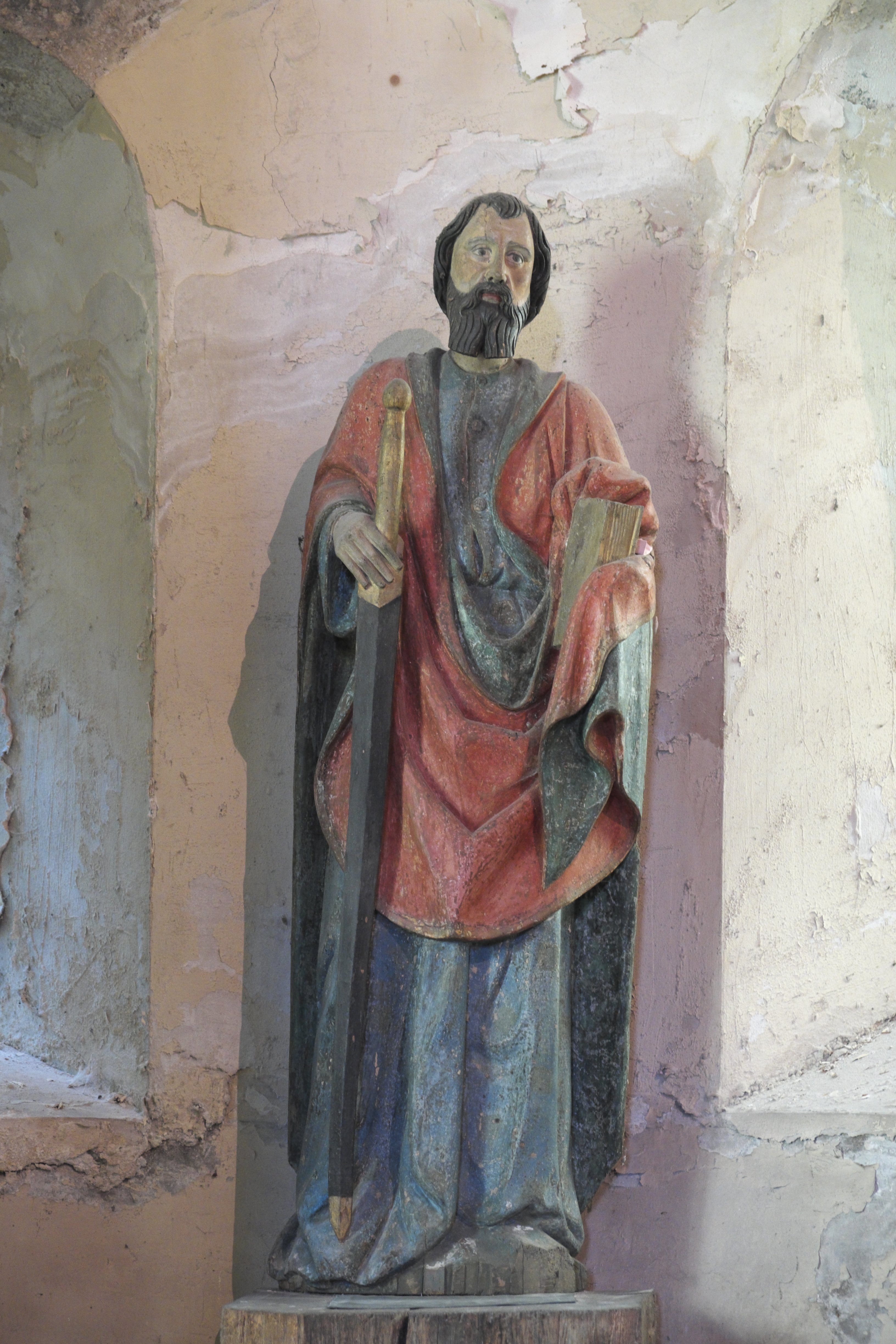
Apostel Paulus
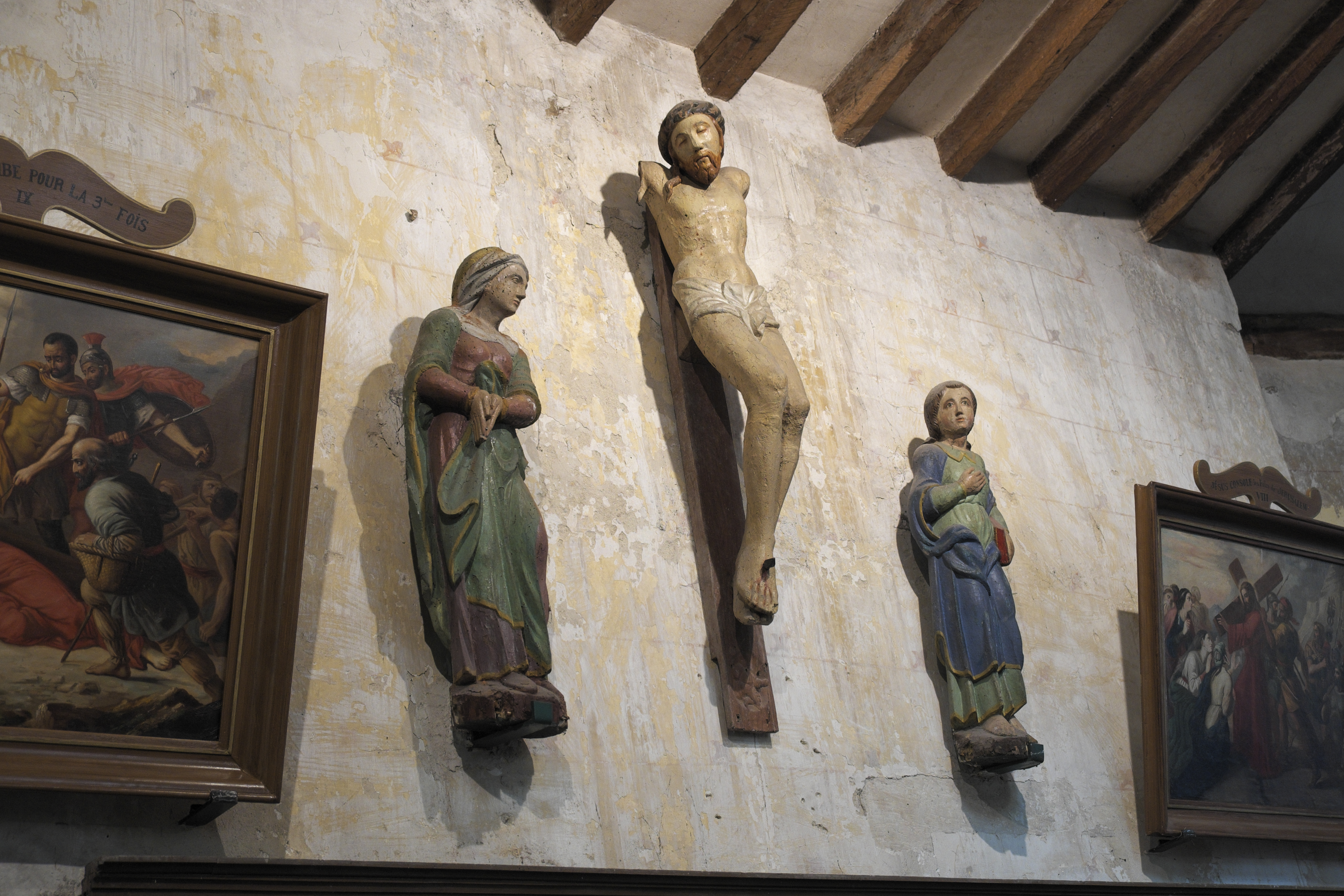
Kreuzigungsgruppe
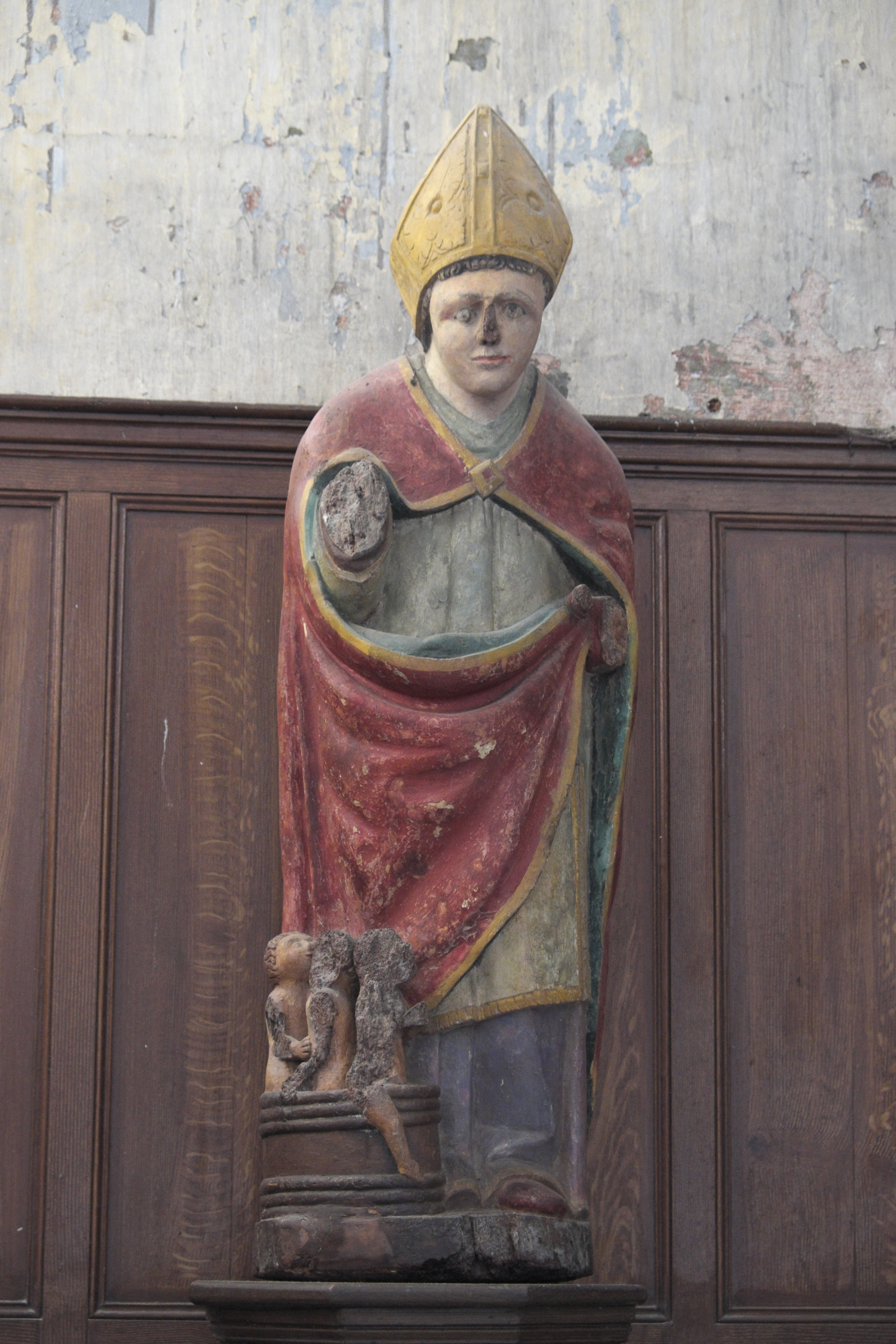
Heiliger Nikolaus
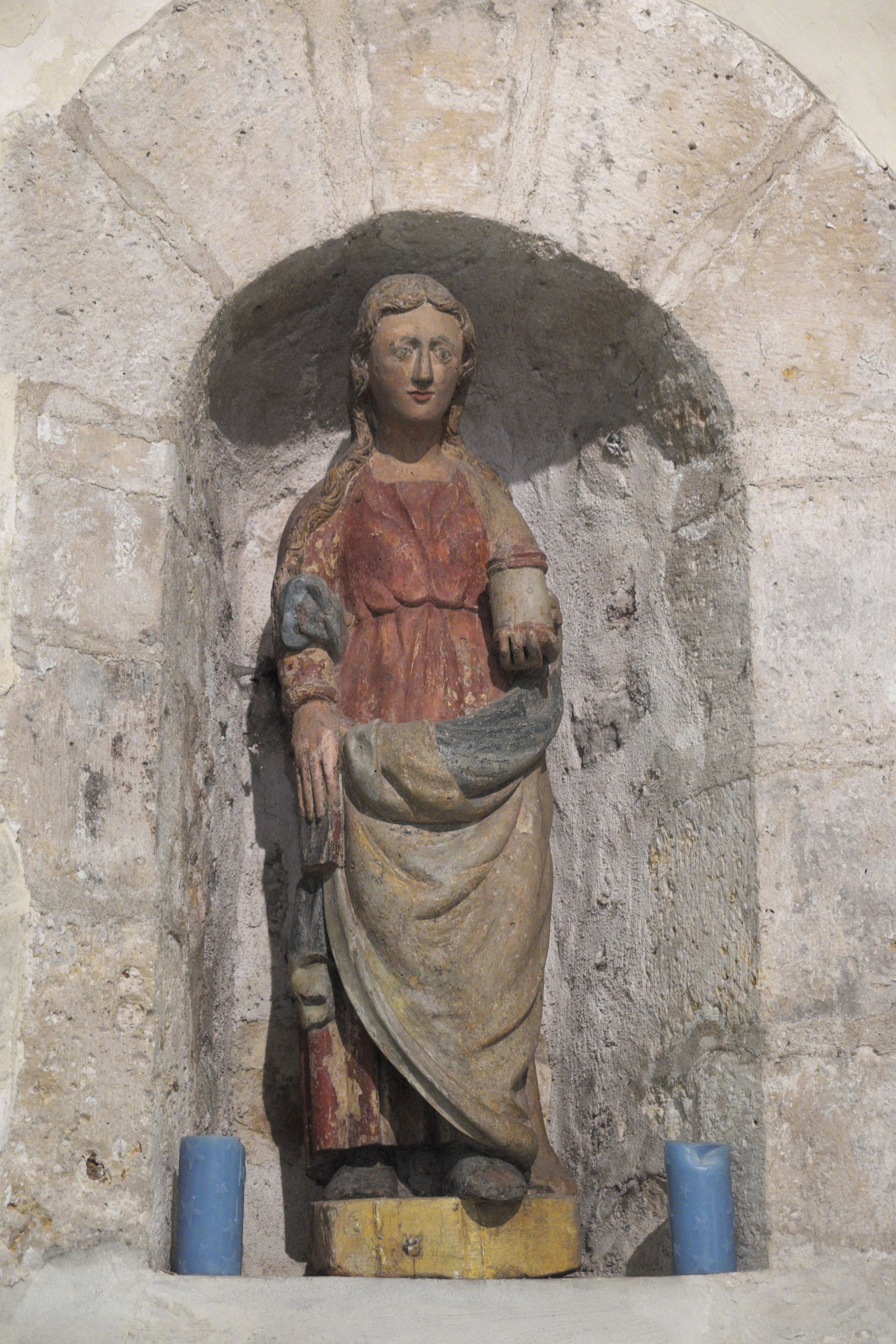
Maria Magdalena

## Orgel

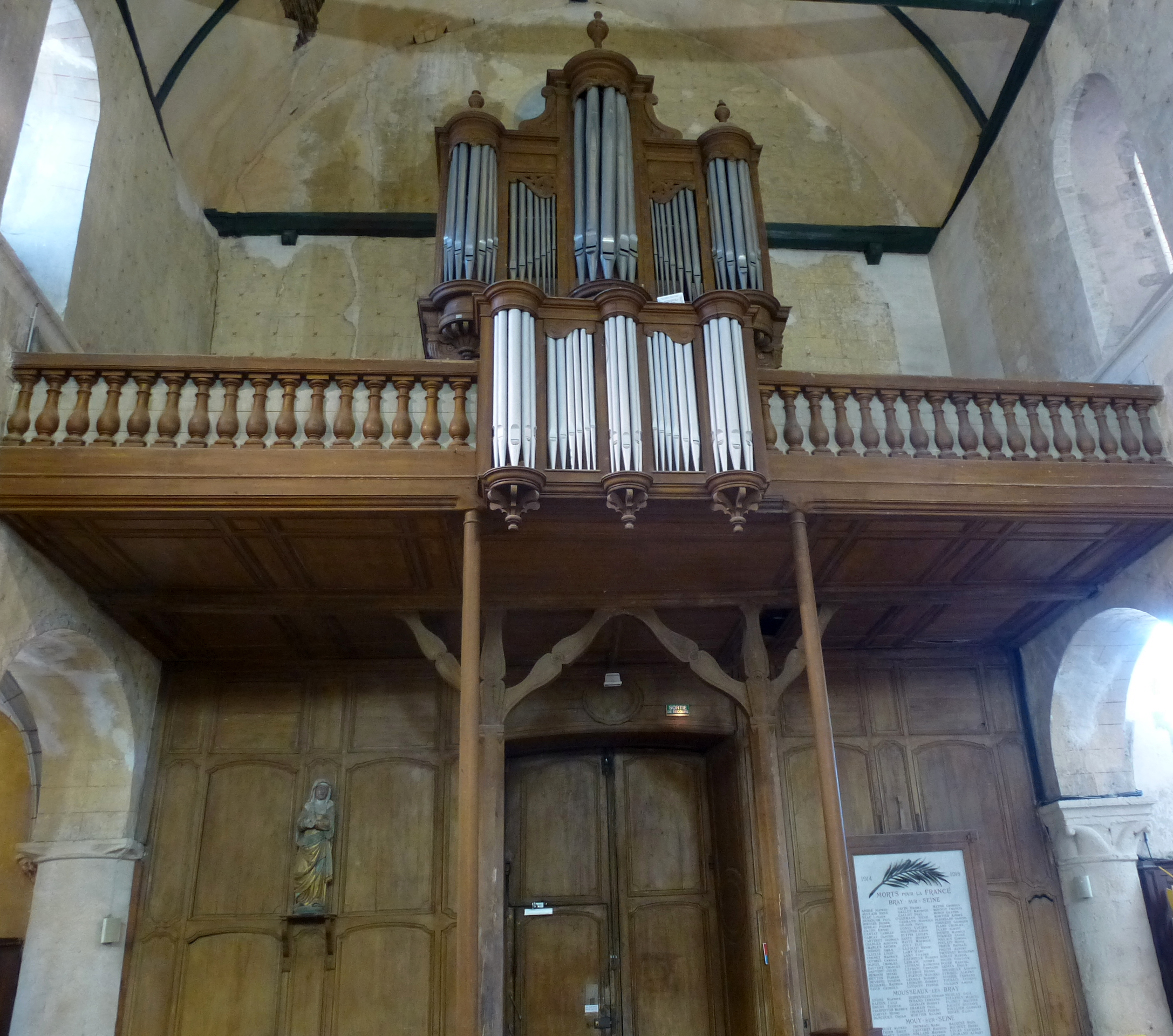
Orgel

Die Orgel wurde 1599 eingeweiht. Sie wurde im 17. und 19. Jahrhundert restauriert und erweitert.